# Миомир Радосављевић Пики
Миомир Радосављевић Пики (Неготин, 1921 — Салаш, 1943), учитељ, песник, музичар, један од организатора Крајинског партизанског одреда, члан КПЈ, револуционар и учесник Народноослободилачке борбе.

## Биографија
Миомир Радосављевић Пики рођен је 1921. године у Неготину. Основну школу и Учитељску школу завршио је у родном Неготину.
Био је учитељ, члан и руководилац омладинске организације у Неготину, члан среске партијске организације и члан Омладинске секције Удружења Тимочана и Крајинаца у Неготину.
Члан Савеза комунистичке омладине Југославије постао је 1939. године, а већ 1941. примљен је и у Комунистичку партију Југославије.
Један је од организатора демонстрација 27. марта 1941. у Неготину против Тројног пакта.

### Политички рад
Новембра 1939. године у присуству Добривоја Радосављевића Бобија, Љуба Нешић је формирао први актив Савеза комунистичке омладине Југославије у Неготину чије су руководство чинили: Миомир Радосављевић Пики, тада ученик Учитељске школе у Неготину, Аца Патлиџановић, ученик гимназије и Милић Настић Оџа, обућарски радник.
Када је 30. марта 1941. године у Неготину формирано месно руководство СКОЈ−а за Миомир Радосављевић Пики, тада већ у илегали, изабран је за руководиоца. У руководству су поред њега били и Драгољуб Стевановић Милинко и Стојанка Радосављевић Наташа, Пикијева сестра.
Почетком јула исте године постао је и члан руководства неготинске партијске организације. Присуствује састанку у Бадњеву код Неготина, којим је руководио Љуба Нешић и на којем је договорено да се почне са припремама за формирање Крајинског партизанског одреда.
На првом састанку бораца Крајинског партизанског одреда, 16. августа 1941. у строју је заједно са још 17 бораца био и Миомир Радосављевић Пики.
У другој половини септембра 1941. Пики постаје члан Штаба Крајинског партизанског одреда, задужен за културно−просветни рад.
После страдања Крајинског партизанског одреда на Стеванским ливадама, када гину Љуба Нешић, Стефанија Михајловић, Раде Недељковић и други, Миомир Радосављевић Пики, заједно са Станојем Гачићем и Иваном Глигоријевићем остаје, са оружјем, илегално на терену Тимочке и Неготинске крајине.
Крије се у Рајцу код стрица који није симпатизер покрета, а највећи део времена у току зиме 1941/1942. проводи у шумама и подруму свог стрица. И онако нежног здравља постаје тежак плућни болесник, а због слабе исхране и немогућности да се лечи све је више исцрпљен.
Крајем 1941. године повезује се са среским комитетом КПЈ. У марту 1942. сестра Стојанка Радосављевић Наташа повезује га са Бранком Поповићем, чланом Окружног комитета. Враћа се у Рајац и наставља лечење код симпатизера покрета. У лето 1942. са Момчилом Ранковићем формира у Рајцу пет борбених група. Позадинским радом се бави све до пролећа 1943. када на овај терен долази новоформирани Крајински партизански одред. Са њим Пики одлази на терен Зајечара и Књажевца где се пребацује као борац у Тимочко−заглавски партизански одред и учествује у акцијама. У борби код Троглан−баре и Кренте је рањен и здравље му је поново нарушено. С јесени одлази на терен Неготинске крајине и креће се око села Мокрања, Чубре и Неготина.
Четници су га ухватили у близини Салаша, 31. децембра 1943. године и заклали заједно са Јакшом Савељићем, судијом из Салаша.

## Стваралаштво
Миомир Радосављевић Пики је по причама сабораца био изузетно талентован музичар и песник. Децембра 1941. у Крајинском партизанском одреду компоновао је песму „Отаџбина”, која је почињала стиховима: „Омладина целе земље бије сада крвави бој”.
Забележени су и стихови:
| „ | „Стој мајко, дај ми ту пушку, терор нећу да гледам нит крваво жито фашисти да узму ја не дам у редове партизана, друговима идем сад, за народ ћу да се борим, нек и погинем млад. Шта мари, осветиће ме, смрт једног рађа сто нових.” | ” |

## Спомен обележја
Неготинским првоборцима, међу којима је и Миомир Радосављевић Пики и његова сестра Стојанка Радосављевић Наташа, подигнута је на улазу у неготинско гробље Спомен костурница.
На њиховој кући у улици Стојанке Радосављевић 12 у Неготину у којој је 1939. одржан први састанак напредне омладине Неготина постављена је 1959. Спомен плоча.
Његовим именом названа је и једна од улица у Неготину.